# Mariusz Wodzicki

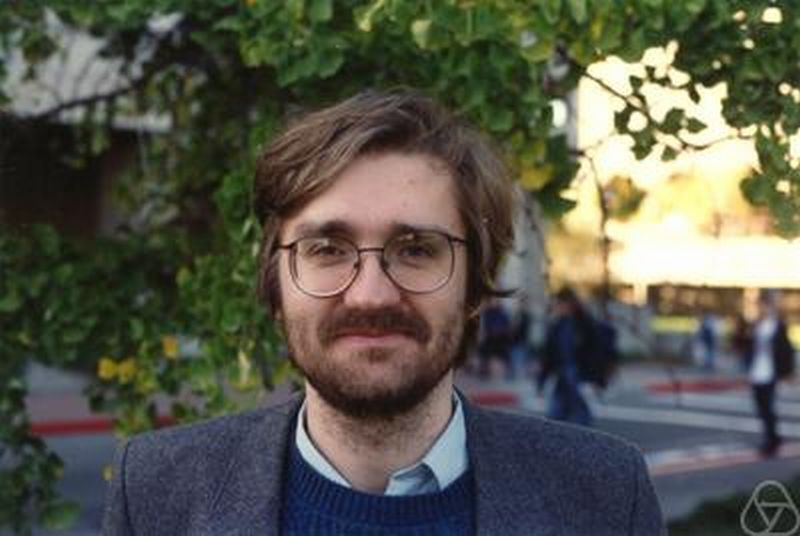
Mariusz Wodzicki, Berkeley 1993, Foto: George Bergman

Mariusz Wodzicki ist ein polnischer Mathematiker, der sich mit Analysis, algebraischer K-Theorie, Nichtkommutativer Geometrie und Algebraischer Geometrie befasst.
Wodzicki wurde 1984 am  Steklow-Institut in Moskau bei Yuri Manin promoviert (Spectral Asymmetry and Zeta-Functions). Er ist Professor an der University of California, Berkeley.
1992 war er eingeladener Sprecher auf dem Europäischen Mathematikerkongress in Paris (Algebraic K-theory and functional analysis). 1994 war er eingeladener Sprecher auf dem Internationalen Mathematikerkongress in Zürich (The algebra of functional analysis).

## Schriften (Auswahl)
- mit Ken Dykema, Tadeusz Figiel, Gary Weiss: Commutator structure of operator ideals. Adv. Math., Band 185, 2004, S. 1–79.
- Vestigia investiganda. Mosc. Math. J., Band 2, 2002, S. 769–798, 806.
- mit K. Dykema,  G. Weiss: Unitarily invariant trace extensions beyond the trace class. In: Complex analysis and related topics (Cuernavaca, 1996) Oper. Theory Adv. Appl.  Band 114, 2000, S. 59–65
- mit Andrei Suslin: Excision in algebraic K-theory, Annals of Mathematics, Band 136, 1992, S. 51–122
- Algebraic K-theory and functional analysis, ECM Paris 1992, Birkhäuser, Progress in Mathematics, 1994